# Paul McGuigan (regista)
Paul McGuigan (Bellshill, 19 settembre 1963) è un regista scozzese.

## Biografia
Agli inizi della sua carriera lavora come fotografo e documentarista per i canali televisivi MTV e Channel 4, realizzando vari documentari dalle tematiche forti e sociali, tra cui Playing Nintendo With Good, sui bambini affetti dall'AIDS. Esordisce alla regia cinematografica nel 1998 con The Acid House, trilogia di cortometraggi basati sull'omonimo romanzo di Irvine Welsh, nel 2000 dirige Gangster nº 1, con Malcolm McDowell, David Thewlis e Paul Bettany, vincendo svariati premi. Lavora per il cinema statunitense dirigendo Appuntamento a Wicker Park del 2004 e Slevin - Patto criminale del 2006. Sempre nel 2006 dirige la prima puntata della miniserie TV Thief - Il professionista. Nel 2009 ha diretto il thriller fantascientifico Push, con Chris Evans, Dakota Fanning e Camilla Belle.

## Filmografia

### Cinema
- The Acid House (1998)
- Gangster nº 1 (Gangster No. 1, 2000)
- The Reckoning - Percorsi criminali (The Reckoning, 2003)
- Appuntamento a Wicker Park (Wicker Park, 2004)
- Slevin - Patto criminale (Lucky Number Slevin, 2006)
- Push (2009)
- Victor - La storia segreta del dott. Frankenstein (Victor Frankenstein, 2015)
- Le stelle non si spengono a Liverpool (Film Stars Don't Die in Liverpool, 2017)

### Televisione
- Little Angels - film TV (2002)
- Thief - Il professionista (Thief) - miniserie TV, 1 puntata (2006)
- Sherlock - serie TV, 4 episodi (2010)
- Monroe - serie TV, 3 episodi (2011)
- The Family – serie TV, episodio pilota (2016)
- Marvel's Luke Cage - serie TV, episodio pilota e 1x02 (2016)
- Designated Survivor - serie TV, episodio pilota (2016)
- Inside Man - serie TV, 4 episodi (2022)